# Кардашов Олександр Васильович
Олександр Васильович Кардашов (10 липня 1917, село Кирчани Нолінського повіту Вятської губернії, тепер Нолінського району Кіровської області, Російська Федерація — 7 листопада 1973, місто Москва, тепер Російська Федерація) — радянський діяч органів державної безпеки, голова КДБ при Раді міністрів Азербайджанської РСР, генерал-майор (1958). Депутат Верховної Ради СРСР 6-го скликання (в 1962—1966 роках).

## Життєпис
Народився в селянській родині. У 1932 році закінчив сім класів школи в місті Нолінську, в квітні 1934 року — креслярську школу фабрично-заводського училища міста Лисьва Уральської області. Працював токарем-лекальником на металургійному заводі № 700 міста Лисьва.
У січні — липні 1937 року — інструктор та літературний працівник районної газети «Кіровець» Кирчанського району Кіровської області. Потім повернувся на завод: токар-лекальник, з жовтня 1939 року — змінний майстер, технолог механічного виробництва металургійного заводу № 700 міста Лисьва.
Член ВКП(б) з квітня 1940 року.
У 1941 році закінчив робітничий факультет та вечірнє відділення Лисьвенського механіко-металургійного технікуму.
У січні — жовтні 1942 року — комсомольський організатор (комсорг) ЦК ВЛКСМ металургійного заводу № 700 міста Лисьва.
У жовтні — листопаді 1942 року — секретар із кадрів, у листопаді 1942 — травні 1944 року — 2-й секретар Молотовського обласного комітету ВЛКСМ. У травні — вересні 1944 року — 1-й секретар Молотовського обласного комітету ВЛКСМ.
У вересні 1944 — 1 липня 1946 року — 2-й секретар Одеського обласного комітету ЛКСМУ.
1 липня 1946 — 31 серпня 1949 року — 1-й секретар Одеського обласного комітету ЛКСМУ.
У вересні 1949 — 1952 року — слухач заочного відділення Вищої партійної школи при ЦК КП(б) України.
В органах державної безпеки з вересня 1952 року. У вересні 1952 — березні 1953 року — заступник начальника відділу кадрів Міністерства державної безпеки Української РСР.
У липні 1953 — квітні 1954 року — начальник відділу кадрів Міністерства внутрішніх справ Української РСР.
У квітні 1954 — серпні 1959 року — заступник (помічник) голови Комітету державної безпеки при Раді міністрів Української РСР із кадрів — начальник відділу кадрів КДБ УРСР.
1 вересня 1959 — 20 вересня 1963 року — голова Комітету державної безпеки при Раді міністрів Азербайджанської РСР.
У вересні 1963—1967 роках — заступник начальника 2-го Головного управління КДБ при Раді міністрів СРСР та начальник Служби № 1.
З лютого 1968 року — у відставці. Помер 7 листопада 1973 року в Москві. Похований на Востряковському цвинтарі Москви.

## Звання
- майор (1952)
- підполковник державної безпеки (1954)
- полковник державної безпеки (1954)
- полковник (1955)
- генерал-майор (1958)

## Нагороди та відзнаки
- орден Трудового Червоного Прапора (28.10.1948)
- два ордени «Знак Пошани» (1942, 1948)
- орден Червоної Зірки (1967)
- медалі
- нагрудний знак «Почесний співробітник держбезпеки» (1960)